# 库济明基区
库济明基区（俄語：район Кузьминки）是莫斯科东南行政区的一区，面积8.15平方公里，人口139,880人。库济明基站和伏尔加站在此区内。